# Dicliptera hereroensis
Dicliptera hereroensis är en akantusväxtart som beskrevs av Schinz. Dicliptera hereroensis ingår i släktet Dicliptera och familjen akantusväxter. Inga underarter finns listade i Catalogue of Life.